# Ching-Li Chai
Ching-Li Chai (* 12. Juni 1956) ist ein taiwanischer Mathematiker, der sich mit arithmetischer algebraischer Geometrie und algebraischer Zahlentheorie befasst. 
Chai erhielt 1978 seinen Bachelor-Abschluss an der National Taiwan University und wurde 1984 bei David Mumford an der Harvard University promoviert (Compactification of the Siegel Moduli Schemes). 1981 bis 1984 war er Teaching Fellow in Harvard und 1984/85 am Institute for Advanced Study. In dieser Zeit arbeitete er mit Gerd Faltings. 1985 wurde er Instructor und 1987 Assistant Professor an der Princeton University. Ab 1989 war er Associate Professor und ab 2000 Professor an der University of Pennsylvania, an der er 2007 bis 2012 den Francis J. Carey Term Chair innehatte.
Er war Gastprofessor an der Chinesischen Universität von Hongkong (Leung Yeuk Lam Lectures) und der University of British Columbia (Niven Lectures 2006).
Chai ist bekannt für eine Monographie mit Gerd Faltings über die Kompaktifizierung des Modulraums prinzipal-polarisierter abelscher Varietäten. Dies verallgemeinert den einfachsten Fall elliptischer Kurven über algebraisch abgeschlossenen Körpern {\displaystyle K}, die durch die Werte der j-Funktion als Modulraum parametrisiert sind, die beliebige Werte aus {\displaystyle K} annehmen. Dieser Modulraum, eine affine Gerade, kann durch Hinzunahme des Punktes im Unendlichen zu einer projektiven Gerade kompaktifiziert werden. Nähert sich der Parameterwert dem Punkt im Unendlichen, entarten die elliptischen Kurven zu singulären kubischen Kurven. Die Monographie von Chai und Faltings behandelt dies bei höherdimensionalen Analoga zu elliptischen Kurven (abelsche Varietäten). Michel Raynaud bezeichnete die Monographie in einer Besprechung 1992 als von Spezialisten lang erwartetes Ereignis.
1995 stellte er mit Frans Oort die Hecke-Orbit-Vermutung für Shimura-Varietäten auf.  Er bewies diese 2005 mit Yu für den Spezialfall Hilbertscher Modulvarietäten und im selben Jahr mit Oort für Siegelsche Modulvarietäten.
2006 war er eingeladener Sprecher auf dem Internationalen Mathematikerkongress in Madrid. (Hecke orbits as Shimura varieties in positive characteristic).
2010 wurde er Mitglied der Academia Sinica. Dort war er auch 2012/13 Distinguished Research Fellow.

## Schriften (Auswahl)
- Every ordinary symplectic isogeny class in positive characteristic is dense in the moduli, Inventiones mathematicae, Band 121, 1995, S. 439–479
- mit Gerd Faltings: Degeneration of abelian varieties, Ergebnisse der Mathematik und ihrer Grenzgebiete, Springer 1990
- Hecke orbits on Siegel modular varieties, in: Geometric Methods in Algebra and Number Theory, Birkhäuser, 2005, S. 71–107
- mit Frans Oort: Monodromy and irreducibility of leaves, Annals of mathematics, Band 173, 2011, S. 1359–1396